# Finduilas de Nargothrond
Finduilas es un personaje ficticio que forma parte del legendarium creado por el escritor británico J. R. R. Tolkien y que aparece en sus novelas póstumas El Silmarillion y Los hijos de Húrin. Es una elfa del clan Noldor, hija de Orodreth, amada de Gwindor, quien la llamó Faelivrin («luz del sol sobre los Estanques de Ivrin»). 

## Historia
Cuando Gwindor regresó con Túrin luego de escaparse de Angband, Finduilas le recibió con gran consideración, pero se enamoró de Túrin por las hazañas realizadas por este; esto molestó muchísimo a Gwindor que descubrió la identidad del Bandolero, y a pesar de ello no hizo más que reforzar su amor. 
Fue capturada durante el saqueo de Nargothrond; Túrin, que llegó a la fortaleza a pedido de Gwindor para salvarla, nada pudo hacer para rescatarla pues fue hechizado por Glaurung que le mintió acerca de su madre y su hermana por lo que este partió en busca de ellas y no al rescate de Finduilas; por ello resultó muerta por los orcos en los Cruces del Teiglin; su cadáver fue encontrado por los Hombres del Pueblo de Haleth quienes la reconocieron y enterraron en el lugar, al que llamaron Haudh-en-Elleth o «túmulo de la doncella elfo».